# Haliclona solowetzkaja
Haliclona solowetzkaja är en svampdjursart som först beskrevs av Jörn Hentschel 1929.  Haliclona solowetzkaja ingår i släktet Haliclona och familjen Chalinidae. Inga underarter finns listade i Catalogue of Life.